# Fehim Spaho
Fehim-efendija Spaho (4. února 1877 Sarajevo, osmanská říše – 14. února 1942 Sarajevo, Nezávislý stát Chorvatsko) byl bosenskohercegovský publicista, novinář, překladatel a reisu-l-ulema Islámského společenství v Bosně a Hercegovině (1938–1942) bosňáckého původu. Jeho bratr Mehmed Spaho byl politik a dlouholetý předseda Jugoslávské muslimské organizace.

## Životopis
Narodil se do solidně zajištěné sarajevské muslimské rodiny Spaho, která měla řemeslnický původ. Fehimův otec Hasan-efendija Spaho (1841–1915) byl znalcem islámského práva a v letech 1905–1912 vedl Šarí‘atskou soudní školu v Sarajevu. V manželství s Fatimou Bičakčić zplodil šest dětí, syny Fehima, Mehmeda (1883–1939) a Mustafu (1888–1964) a dcery Aišu (manželem Rašid Rašidkadić), Behiju (manželem Hamid Afgan) a Habibu.
Fehim v rodném Sarajevu vystudoval reformovaný mekteb a ruždii, islámské nižší školy, a několik ročníků vyššího gymnázia, z něhož posléze přešel na Šarí‘atskou soudní školu (1890–1895, zde absolvoval 3 roky distančně a 2 roky prezenčně). Profesní dráhu zahájil jako vilájetský archivář ve správním oddělení Zemské vlády v Sarajevu 7. října 1895. Roku 1896 byl jmenován šarí‘atským soudcem v Sarajevu, nato se roku 1897 stal kancelistou a nakonec tlumočníkem tureckého jazyka. V tu dobu složil i kadijskou zkoušku. Mezi lety 1901 a 1908 zastával post kádího v Sarajevu a současně byl dán k dispozici Zemské vládě. Roku 1908 se stal zemským písařem, roku 1911 vládním podtajemníkem a o rok později vládním tajemníkem. Mezi únorem 1919 a říjnem 1920 působil coby vedoucí islámského odboru na ministerstvu vnitra v Bělehradě. Na vlastní žádost se vrátil do Sarajeva a zde působil jako vyšší vládní tajemník a dohlížitel v oddělení pro náboženské společnosti. Roku 1923 roku byl pro své politické názory penzionován, o rok později vrácen do úřadu a konečně znovu penzionován. V polovině roku 1936 byl zvolen ná’ibem, náměstkem, Islámského náboženského společenství v Sarajevu (17. 3. 1936–28. 6. 1937) a pak od 29. dubna předsedou Nejvyššího šarí‘atského soudu v Sarajevu.
V poválečné době setrvával na pozicích muslimských autonomistů, kteří se sdružovali v Jugoslávské muslimské organizaci (JMO) a jež vedl jeho bratr Mehmed Spaho. Autonomisté mimo jiné hájili územní celistvost Bosny a Hercegoviny a nezávislost jejího Islámského společenství v Bosně a Hercegovině. Fehim roku 1927 úspěšně kandidoval za JMO v prvních oblastních volbách a poté zastával úřad předsedy Oblastního výboru Sarajevské oblasti. Na této pozici mu byl udělen Řád svatého Sávy III. třídy (komandér). Po vyhlášení královské diktatury v lednu 1929 a omezení oblastních samospráv byl jmenován komisařem Sarajevské oblasti. Roku 1930 byly oblastní správy rozpuštěny a celá země – přejmenovaná na Jugoslávii – se nově rozdělila na bánoviny. Nicméně po zavedení královské diktatury pozice JMO oslabila, jelikož všechny politické strany byly zakázány. Politický život v zemi se obnovil po atentátu na krále roku 1934 a následných volbách. Roku 1935 Fehim kandidoval do parlamentu na kandidátce Vladka Mačeka, ale neúspěšně.
Roku 1930 došlo k vyhlášením nového zákona o jednotné jugoslávské islámské obci, k němuž brzy přibyl i změněný statut náboženské společnosti. Islámské společenství bylo dáno pod přímou kontrolu ministerstva spravedlnosti, které vedl k muslimům nesmlouvavý Milan Srškić. Na protest proti přijatým změnám odstoupil stávající reisu-l-ulema Mehmed Džemaluddin-efendija Čaušević a na jeho místo nastoupil k režimu smířlivý Ibrahim-efendija Maglajlić. Po atentátu na krále Alexandra (1934) pak došlo k postupnému zmírňování státní kontroly nad muslimskou obcí, začátkem roku 1936 byl zákon i statut suspendován a v březnu nahrazen novým statutem, který znovu posiloval autonomii islámské společnosti v Bosně a Hercegovině. Zásluhou JMO mohla být do čela islámské obce zvolena i osoba bez tradičního islámského vzdělání.
Po penzionování Ibrahim-efendije Maglajliće 14. března 1936 se Fehim rozhodl kandidovat na post reisu-l-ulemy. Učinil tak i přes obvinění z nepotismu (jeho bratr Mehmed od roku 1935 znovu zasedal ve vládě a celé řadě svých příbuzných zajistil místa ve státní správě) a slabého morálního kreditu (byl obviňován z alkoholismu) a nedostačujícímu islámského vzdělání. Volba proběhla 20. dubna 1938 v Bělehradě, načež královská regentská rada 23. dubna vítězného Spahu jmenovala za reisa. Slavnostní přísahu posléze složil před jugoslávským regentem, knížetem Pavlem, 3. května v paláci Beli dvor v Bělehradě. Spaho převzal úřad od stávajícího bělehradského prvního náměstka, ná’iba, Saliha Safveta Bašiće 6. května, který na místě nejvyššího duchovního působil dva roky. Pověřovací listina, menšura, mu byla předána 9. června v sarajevské Carově mešitě.
Z pozice duchovního se dlouhodobě zasazoval o modernizaci života a smýšlení muslimů v Bosně a Hercegovině. Podporoval například moderní bankovnictví i s úroky, vzdělávání širokých vrstev a moderní odívání žen, nicméně varoval před smíšenými sňatky a přílišným rozvolněním islámských zvyků.
Fehim Spaho si vzal za ženu Esmu Krzović (1884?–1970), s níž zplodil osm dětí: syny Džemala (*1910, jeho synem je orientalista Fehim Spaho), Nedžiba (*1912), Hasana (*1915) a Muhammeda (*1918), dcery Halidu (*1904), Bedriju (*1906, manželem bankovní úředník Sulejman Denišlić), Seniju (*1908, její dcerou je orientalistka Behija Zlatar) a Salihu (*1913, jejím manželem byl spisovatel Alija Nametak a synem turkolog Fehim Nametak).

## Literární dílo
Od konce 19. století spolupracoval takřka se všemi muslimskými a některými chorvatskými listy, mezi něž se řadí Bošnjak, Nada, Behar, Novi behar, Napredak, Glasnik Zemaljskog muzeja, Hrvatsko kolo, kalendáře spolku Narodna uzdanica, Obzor a Glasnik Islamske vjerske zajednice Kraljevine Jugoslavije (č. 7–9 1936 Fehim Spaho šéfredaktorem). V letech 1926–1927 (od č. 6 do č. 16) byl šéfredaktorem tiskového orgánu Jugoslávské muslimské organizace, periodika Pravda (Spravedlnost).
Drtivá většina jeho děl vyšla pouze časopisecky, některé se dočkaly tisku jako separáty.

### Výbor z tvorby
- Varalica Hamza (Podvodník Hamza), divadelní komedie, čsp. Behar, Sarajevo, roč. 2/1901–1902 (č. 8, s. 115–119, č. 9, s. 131–134, č. 10, s. 147–149, č. 11, s. 163–165, č. 12, s. 179–181, č. 13, 195–198)
- Panislamska ideja (Panislámská myšlenka), esej, čsp. Behar, Sarajevo, roč. 7/1906–1907 (č. 1, s. 3–5, č. 2, s. 14, č. 3, s. 25–26, č. 4, s. 38–40, č. 5, s. 51–52, č. 6, s. 62–64, č. 7, s. 75–76, č. 8, s. 85–86, č. 9, s. 98, č. 10, s. 110–112, č. 11, s. 121–122, č. 12, s. 133–134, č. 13, s. 145–147, č. 14, s. 158–160, č. 15, s. 169–170, č. 16, s. 181–182, č. 17, s. 193–194, č. 18, s. 205–206, č. 19, s. 217–217, č. 20, s. 228–229, č. 21, s. 241–242, č. 24, s. 277)

- Turski rudarski zakoni (Turecké horní zákony, Sarajevo 1913), odborná stať
- Naši narodni nazivi mjeseci u turskim kalendarima iz sedamnaestog vijeka (Naše lidové názvy měsíců v tureckých kalendářích v sedmnáctém století, Sarajevo 1930), rozprava
- Knjiga o Balkanu. Sv. 1 (Kniha o Balkánu, Beograd 1936), sbírka příspěvků; Spaho napsal pojednání: Iz javnog i privatnog života u doba Turaka (Z veřejného a soukromého života v době Turků, s. 168–173)
- Mješoviti brakovi (Smíšená manželství, Sarajevo 1938), rozprava
- Arapski, perzijski i turski rukopisi hrvatskih zemaljskih muzeja u Sarajevu. 1 sv. (Arabské, perské a turecké rukopisy chorvatských zemských muzeí v Sarajevu, Sarajevo 1942), katalog

### Překlady z turečtiny a arabštiny
- Hiljada i jedna noć (Tisíc a jedna noc, 206 vyprávění), překlad z arabštiny společně s Osmanem Nuri Hadžićem, čsp. Behar, Sarajevo, roč. 2/1901–1902 (č. 13–24), roč. 3 (č. 1–24), roč. 4 (č. 1–22), roč. 5 (č. 1–24), roč. 6 (č. 1–11), roč. 7 (č. 1–21), roč. 8 (č. 1–15) a roč. 9 (č. 1–5).
- Uşakligil, Halit Ziya: Saliha-hanuma: roman mladoturske revolucije. Sarajevo 1923, Zagreb 1953.
- Güntekin, Reşat Nuri: Grmuša. Zagreb 1962, 2015, Sarajevo 1999.

## Práce věnované dílu a životu Fehima Spaha
- Reis Fehim ef. Spaho – čovjek vizije i akcije. (ed. Mustafa Spahić, výbor z díla) Sarajevo 2011, 574 s.
- Smajić, Husejin. Fehim Spaho: život i djelo. Sarajevo 2012, 189 s.